# 程緒 (嘉靖進士)
程緒（1487年—？），字正夫，陝西鳳翔府寶雞縣人，軍籍，明朝政治人物。

## 生平
嘉靖元年（1522年）壬午科陝西鄉試第二十二名舉人，二年（1523年）中式癸未科會試第三百一名，三甲第二百七名進士。授山西襄陵縣知縣，四年（1525年）丁父憂，起復為洪洞縣知縣，升順慶府同知、戶部主事。

## 家族
曾祖程榮；祖父程宣；父程章（1443年-1525年），山西盂縣縣丞。母常氏；繼母高氏。具慶下。兄程繼、程綸。